# G20
A G20 a világ 19 jelentős gazdaságát, valamint az egész Európai Uniót és az egész Afrikai Uniót tömörítő szervezet, amely 1999 óta létezik. Főleg a globális gazdasággal kapcsolatos fő kérdésekkel, például a nemzetközi pénzügyi stabilitás, az éghajlatváltozás mérséklése és a fenntartható fejlődés témakörével foglalkozik, de más globális témákkal is, mint például a foglalkoztatás és a munkaerőpiac, a digitalizáció vagy a terrorizmus elleni küzdelem. Határozataik hatékonysága ellentmondásos.
A G20 elnökségét a tagországok felváltva, egy évig vezetik.
A G20 gazdasága felöleli a világ GDP-jének kb. 85%-át és a világkereskedelem több mint 75%-át (ez tartalmazza az EU belső kereskedelemét is). A G20 tagországaiban él a Föld népességének kétharmada.

## Történet
A G20-t 1999-ben hozták létre az 1997–1998-as ázsiai pénzügyi válság nyomán, eredetileg pénzügyminiszterek és jegybankelnökök fórumaként. Fordulópontot jelentett a 2008-as globális pénzügyi válság, amikor először ültek össze állam- és kormányfői szinten Washingtonban. Ettől kezdve a G20 éves csúcstalálkozói központi szerepet kaptak a válságkezelésben, a gazdaságpolitikai koordinációban és a nemzetközi pénzügyi intézmények reformjában. A 2010-es évektől kezdve a G20 tematikája fokozatosan kibővült, miközben megtartotta gazdasági fókuszát, és a globális gazdasági kormányzás vezető fórumává vált. 

### Vezetők
| Tag                       | Vezető pozíciója            | Vezető                          |
| ------------------------- | --------------------------- | ------------------------------- |
| Amerikai Egyesült Államok | Elnök                       | Donald Trump                    |
| Argentína                 | Elnök                       | Javier Milei                    |
| Ausztrália                | Miniszterelnök              | Anthony Albanese                |
| Brazília                  | Elnök                       | Luiz Inácio Lula da Silva       |
| Dél-afrikai Köztársaság   | Elnök                       | Cyril Ramaphosa                 |
| Dél-Korea                 | Elnök                       | Jun Szogjol                     |
| Egyesült Királyság        | Miniszterelnök              | Keir Starmer                    |
| Kanada                    | Miniszterelnök              | Justin Trudeau                  |
| Kína                      | Elnök                       | Hszi Csin-ping                  |
| Franciaország             | Elnök                       | Emmanuel Macron                 |
| Németország               | Kancellár                   | Olaf Scholz                     |
| India                     | Miniszterelnök              | Narendra Modi                   |
| Indonézia                 | Elnök                       | Prabowo Subianto                |
| Olaszország               | Miniszterelnök              | Giorgia Meloni                  |
| Japán                     | Miniszterelnök              | Kisida Fumio                    |
| Mexikó                    | Elnök                       | Andrés Manuel López Obrador     |
| Oroszország               | Elnök                       | Vlagyimir Putyin                |
| Szaúd-Arábia              | Király                      | Szalman ibn Abdul-Aziz Al Szaúd |
| Törökország               | Elnök                       | Recep Tayyip Erdoğan            |
| Európai Unió              | Az Európai Tanács elnöke    | Charles Michel                  |
| Európai Unió              | Az Európai Bizottság elnöke | Ursula von der Leyen            |
| Afrikai Unió              | Az Afrikai Unió elnöke      | Azálí Aszúmání                  |
| Afrikai Unió              | Az Afrikai Bizottság elnöke | Moussa Faki                     |

## G20-találkozók
| - 2025: Johannesburg, Dél-afrikai Köztársaság - 2024: Rio de Janeiro, Brazília - 2023: Új-Delhi, India - 2022: Bali, Indonézia - 2021: Róma, Olaszország - 2020: Rijád, Szaúd-Arábia - 2019: Oszaka, Japán - 2018: Buenos Aires, Argentína - 2017: Hamburg, Németország - 2016: Hangcsou, Kína |  | - 2015: Antalya, Törökország - 2014: Brisbane, Ausztrália - 2013: Szentpétervár, Oroszország - 2012: Los Cabos, Mexikó - 2011: Cannes, Franciaország - 2010: Szöul, Dél-Korea - 2010: Toronto, Kanada - 2009: Pittsburgh, Amerikai Egyesült Államok - 2009: London, Egyesült Királyság - 2008: Washington, Amerikai Egyesült Államok |  |